# Henk Pröpper (uitgever)
Henk Pröpper (Weert, 1958) is een Nederlands uitgever.

## Biografie
Pröpper groeide op in Gelderland. Vanuit zijn woonplaats Brummen bezocht hij het Baudartius College waar zijn moeder, docent Nederlands was. Samen met zijn in 1990 overleden vrouw Margreet Jansen schreef hij de roman Het zwaard van de kreeft (1991), gevolgd door de essaybundel Een intiem slagveld (1993) en het verhaal Brummens kwartier (1994). Pröpper was recensent voor de Volkskrant en lid van het leespanel van het literaire tv-programma Zeeman met boeken.
In 1998 werd Pröpper directeur van het Institut Néerlandais te Parijs. Tussen 2010-2011  was hij directeur van het Nederlands Letterenfonds. Sinds 1 december 2011 was hij directeur van De Bezige Bij Amsterdam en vanaf 1 maart 2013 ook bij De Bezige Bij Antwerpen. In het voorjaar van 2016 trad Pröpper tijdelijk terug als directeur vanwege gezondheidsproblemen, in juli van hetzelfde jaar trad hij definitief terug.
Hij werd in 2013 ook voorzitter van het bestuur van het Prins Claus Fonds.